# إدي روبنسون (كرة سلة)
إدي روبنسون (بالإنجليزية: Eddie Robinson)‏ مواليد 19 أبريل 1976 في ديترويت، هو لاعب كرة سلة أمريكي. بدأ مسيرته الاحترافية في سنة 1999. يحمل الرقم 32. يبلغ طوله 6 قدم 9 بوصة (2.1 م). لعب مع شارلوت هورنتس وشيكاغو بولز في الدوري الأمريكي لكرة السلة للمحترفين.

## روابط خارجية
- إدي روبنسون على موقع إن بي أي (الإنجليزية)
- إدي روبنسون على موقع سبورتس رفرنس (الإنجليزية)
- إدي روبنسون على موقع كرة السلة الأوروبية.كوم (الإنجليزية)
- إدي روبنسون على موقع ريلجم (الإنجليزية)
- إدي روبنسون على موقع بروبوليرز (الإنجليزية)
- إدي روبنسون على موقع سبورتس رفرنس (الإنجليزية)